# Turi (Equador)
Turi és una ciutat i parròquia del Cantó Cuenca, Província d'Azuay, Equador. La parròquia té una superfície de 26,2 km² i segons el cens equatorià de 2001 tenia una població total de 6.692 persones. Turi s'alça sobre un turó que domina la ciutat de Cuenca.